# Infaillibilité pontificale

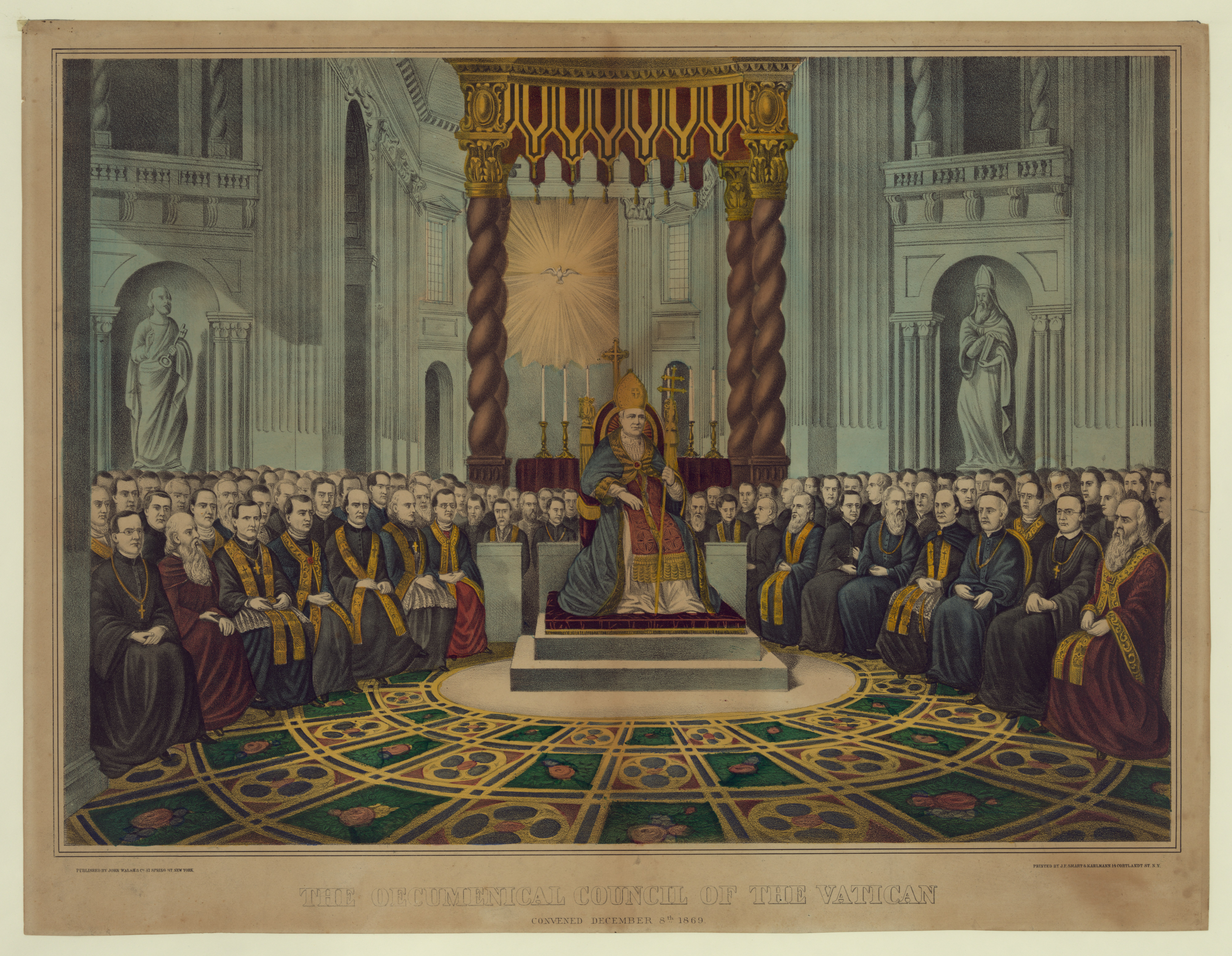
Le pape Pie IX au concile Vatican I dans la basilique Saint-Pierre, lithographie de 1870.

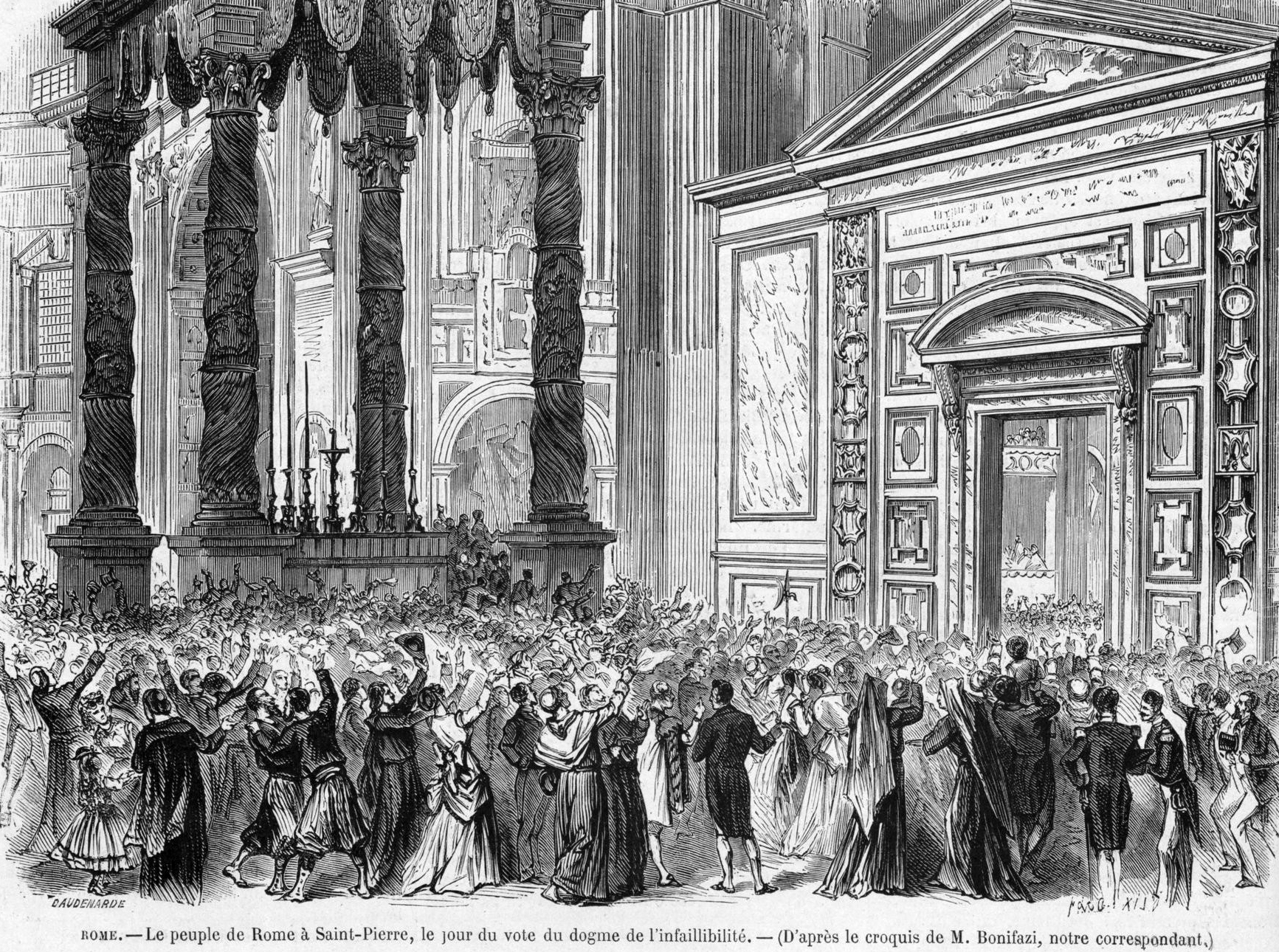
Le peuple romain rassemblé dans la basilique Saint-Pierre le jour du vote du dogme de l'infaillibilité, Le Monde illustré

L′infaillibilité pontificale est un dogme proclamé en 1870 par le concile Vatican I, selon lequel le pape jouit de l'infaillibilité que le Christ a promise à toute l'Église pour qu'elle ne se trompe jamais sur les vérités nécessaires au salut, à condition qu'il s'exprime ex cathedra, c'est-à-dire en vertu de son autorité suprême de chef de l'Église catholique, pour définir qu'une doctrine en matière de foi ou de morale doit être tenue pour vraie.
L'infaillibilité pontificale est un corollaire de l'infaillibilité de l'Église dont le pape est l'interprète souverain. Défini solennellement lors du concile Vatican I dans la constitution dogmatique Pastor æternus (18 juillet 1870), ce dogme a été explicité lors du concile Vatican II par la constitution dogmatique Lumen gentium (21 novembre 1964).
L'infaillibilité pontificale ne signifie pas que le pape soit exempt d'erreur quand il s'exprime en tant que personne privée. Elle n'implique pas non plus que la personne du pape soit exempte de péché ou de fautes morales.
L'Église catholique justifie cette doctrine, entre autres, par les paroles mêmes du Christ à l'apôtre Pierre dans l’Évangile. 
Les autres confessions chrétiennes la contestent dans la mesure où elles n'admettent pas que ce qui a été dit à Pierre puisse concerner ses successeurs et impliquer une continuité de la personne morale de l'Église primitive réunie par le Christ autour des apôtres.

## Définition

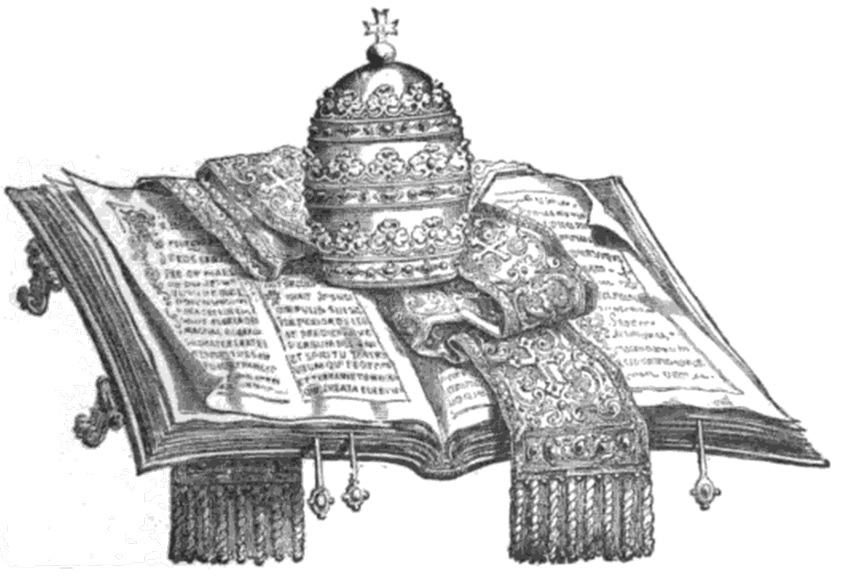
La tiare papale posée sur la Bible ; par Lucas Caspar Businger, 1881

L'infaillibilité pontificale, qui concerne la véracité des actes pontificaux en matière de foi et de morale, diffère de la primauté pontificale, qui concerne l'autorité d'honneur et de juridiction du pape dans l'Église.
Le pape n'est pas personnellement infaillible, ni exempt du péché ou d'erreur quand il s'exprime comme personne privée : son infaillibilité n'est pas différente de celle de l'Église et il n'est amené à l'exercer que dans le strict exercice de son magistère, alors comme l'Église, assisté de l'Esprit Saint.
L'infaillibilité porte alors sur les vérités à croire ainsi que sur les commandements à observer, autrement dit, sur « la foi et les mœurs » ; ensuite, l'évêque de Rome, en vertu de sa charge de pasteur et de sa suprême autorité apostolique, s'exprime ex cathedra — c'est-à-dire « de la cathèdre [de l'apôtre Pierre] » — comme docteur de l'ensemble des chrétiens, son jugement engageant la foi de toute l'Église.
Tous les actes du pape ne sont pas ex cathedra, ils constituent même une exception, son magistère extraordinaire et solennel. Mais le pape n'a pas besoin de recourir à une définition solennelle ex cathedra pour déclarer qu'un point appartient infailliblement et de manière définitive à la foi et à la doctrine de l’Église. Il suffit qu'il confirme qu'une doctrine a été enseignée de manière définitive par le magistère ordinaire et universel du pape et des évêques, soit comme doctrine révélée, soit comme doctrine connexe à la révélation. Par exemple, dans la lettre apostolique Ordinatio sacerdotalis, Jean-Paul II a confirmé par un acte non solennel, non définissant, une doctrine enseignée définitivement et infailliblement par le magistère ordinaire et universel. Il existe plusieurs exemples de vérités connexes à la Révélation, confirmées infailliblement par le pape : la canonisation des saints, l'invalidité des ordinations anglicanes (Apostolicae curae), le caractère illicite de la prostitution et de la fornication, l'exclusion des femmes du sacerdoce ministériel (Ordinatio sacerdotalis).

## Histoire

### Tradition
Irénée de Lyon enseigne que c'est avant tout dans l'Église de Rome que se conserve l'authentique tradition, parce qu'elle a été fondée sur Pierre et Paul, et que l'ensemble de l'Église doit donc s'accorder avec elle.
Cependant, cette interprétation est largement critiquée, et ce passage est sujet à de nombreux débats depuis la fin du Moyen-Âge,. L'un des problèmes majeurs à propos de ce texte est l'absence de l'original grec et une traduction latine relativement difficile à interpréter. Certains historiens estiment qu'Irénée se réfère simplement au fait de se rendre matériellement dans la ville de Rome, en tant que capitale de l'Empire romain. D'autres, comme Pierre Nautin, considèrent que « cette église » ne désigne pas l'Église de Rome préalablement mentionnée. Quoi qu'il en soit, les évêques des deux premiers siècles ne voient pas dans l'évêque de Rome le chef de tous les chrétiens et ne lui reconnaissent pas une autorité formelle de juridiction sur les autres évêques.
Le pape Hormisdas (514-523) invoque Mt 16,18 pour déclarer : « Ces paroles sont prouvées par les faits ; car la religion catholique a toujours été gardée sans tache auprès du siège apostolique. […] c'est dans la communion avec lui que se trouve entière et vraie la solidité de la religion chrétienne ».
D'après Thomas d'Aquin, c'est au souverain pontife de trancher les questions en matière de foi, en vertu de la parole du Seigneur à Pierre : « J'ai prié pour toi, Pierre, afin que ta foi ne défaille pas, et toi, une fois revenu, confirme tes frères » (Luc 22,32). Selon Bonaventure, le pape ne fait qu'un avec l'Église et peut donc prononcer des affirmations irréformables.
Au XVIe siècle, Robert Bellarmin soutient que le pape ne peut pas enseigner quelque chose de contraire à la vraie foi en tant que pontife, ni être hérétique en tant que personne particulière, en croyant avec opiniâtreté quelque chose de faux et contre la foi. Il estime que le pape, ainsi que les conciles confirmés par le pape, ne peuvent pas se tromper, ni dans la foi ni dans les mœurs.

### Vatican I

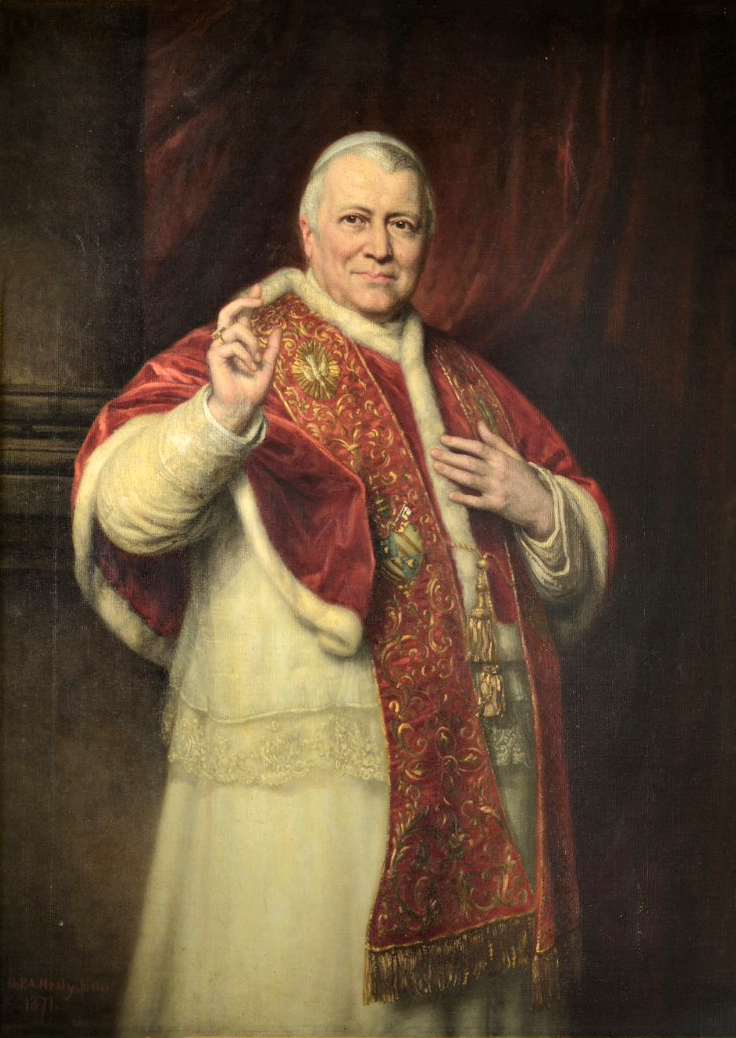
Pie IX (1792–1878).

La définition de l'infaillibilité pontificale comme dogme de l'Église catholique, voulue par le pape Pie IX, a été décidée au cours de la quatrième et dernière session du concile Vatican I — concile interrompu par les circonstances politiques et, cas unique dans l'histoire des conciles, inachevé — à la suite de vifs débats. Elle apparaît à la fin de la constitution Pastor æternus.
La définition fut votée à l'unanimité moins deux voix contre, à la faveur du départ précipité des évêques français et allemands, soit en raison du contexte diplomatique (la guerre franco-prussienne étant sur le point d'éclater), soit préférant s'abstenir et quitter Rome plutôt que de voter non. Lors des séances préparatoires, une grande partie des évêques français (notamment Dupanloup), allemands et suisses s'étaient prononcés contre cette définition. La correspondance du futur cardinal Newman semble indiquer son opposition initiale et son ralliement final. Beaucoup d'opposants se sont soumis à la décision du pape, à la suite de la définition.
Après de vives discussions théologiques, le 13 juillet 1870 encore, un quart de l'assemblée exprime son désaccord. Les tractations reprennent, des précisions sont apportées, mais sans se rallier pourtant à l'ensemble de la minorité[pas clair]. Le 18 juillet 1870, le concile, par les voix de 533 des 535 pères présents, affirme la primauté universelle du pape et définit le dogme de l'infaillibilité pontificale.

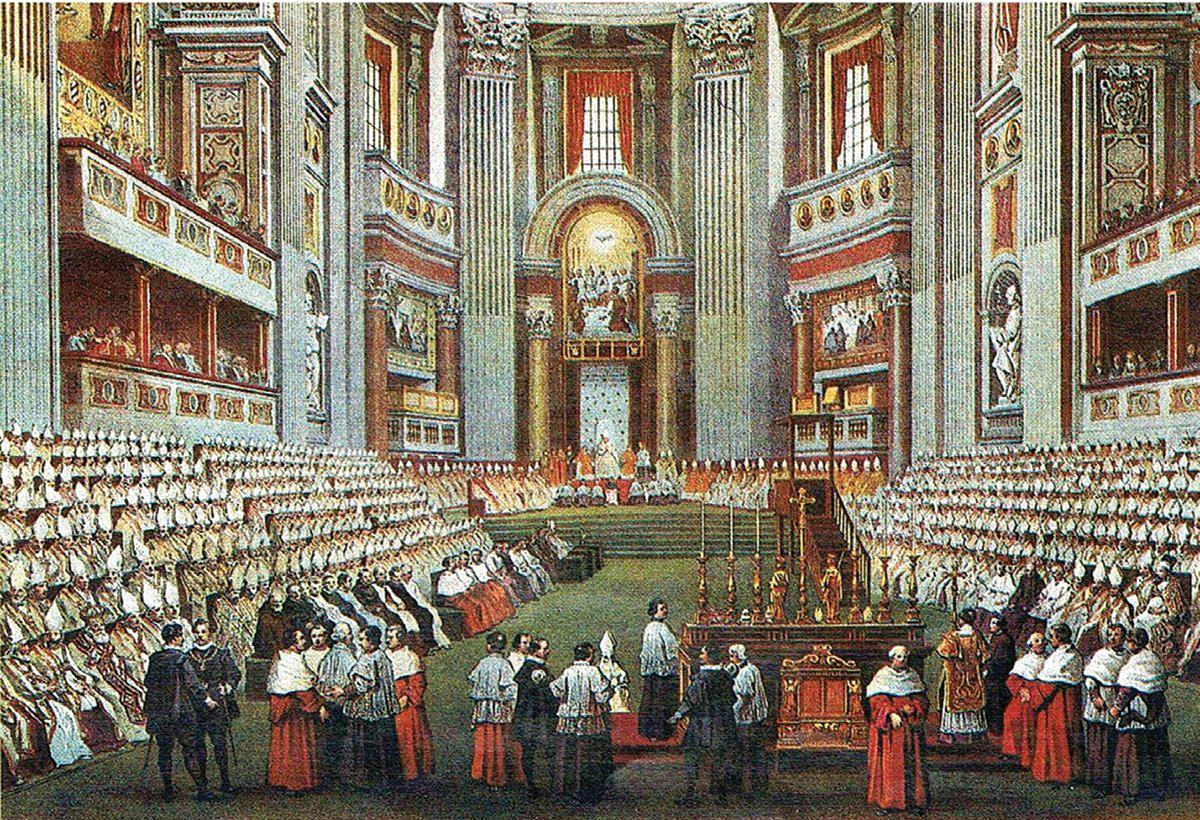
Le concile Vatican I.

Cette infaillibilité se limite strictement au cas où le pape se prononce ex cathedra. Les deux pères qui avaient voté non et ceux qui s'étaient abstenus se rallient alors, après la ratification par le pape du vote du concile. Le rapporteur officiel de Pastor aeternus, Vinzenz Gasser (de), souligne que l'infaillibilité du pape est restreinte, car il n'en bénéficie que lorsqu'il parle comme docteur universel et juge suprême siégeant sur la chaire de Pierre, et qu'il définit ce qui est à croire ou à rejeter par tous les fidèles en matière de foi et de mœurs.
Dans le quatrième chapitre de sa constitution dogmatique Pastor æternus, promulguée solennellement par Pie IX, le concile Vatican I énonce le nouveau dogme en ces termes :

« Nous enseignons et définissons comme un dogme révélé de Dieu: le Pontife romain, lorsqu'il parle ex cathedra, c'est-à-dire lorsque, remplissant sa charge de pasteur et de docteur de tous les chrétiens, il définit, en vertu de sa suprême autorité apostolique, qu'une doctrine sur la foi ou les mœurs doit être tenue par toute l'Église, jouit, par l'assistance divine à lui promise en la personne de saint Pierre, de cette infaillibilité dont le divin Rédempteur a voulu que fût pourvue son Église, lorsqu'elle définit la doctrine sur la foi et les mœurs. Par conséquent, ces définitions du Pontife romain sont irréformables par elles-mêmes et non en vertu du consentement de l'Église. »

Le monde catholique a suivi dans son ensemble, à l'exception de quelques-uns dont le plus fameux fut l'historien et théologien Ignaz von Döllinger.

### Vatican II
Le concile Vatican II (1962-1965) complète le texte de 1870 qui, interrompu, manque de précision, laissant des questions sans réponse, notamment celle de la place des évêques dans l'Église. En outre, le texte de 1870, dont l'objectif est notamment « d’écraser tout vestige de gallicanisme », est régulièrement lu comme une tentative de reconquête cléricale du pouvoir temporel de la papauté.
La constitution dogmatique Lumen gentium (no 12 et 25) replace le dogme de l'infaillibilité dans un cadre ecclésiologique plus général, et le situe dans la collégialité épiscopale. Vatican II introduit aussi le terme « définitif » pour qualifier l'infaillibilité de l'acte magistériel et l'adhésion requise.

### Utilisation

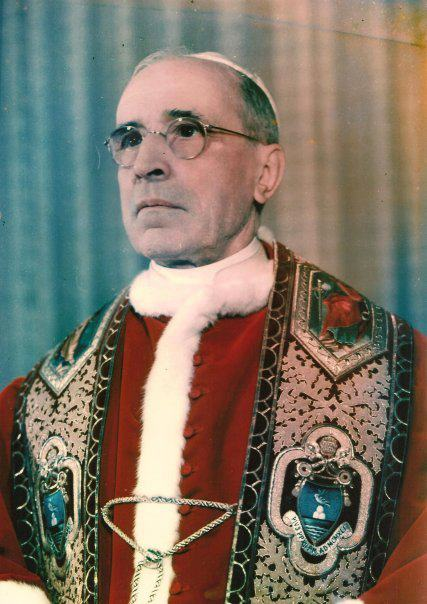
Depuis 1870, Pie XII est le seul pape à avoir proclamé une définition solennelle infaillible.

La bulle Benedictus Deus de Benoît XII et la bulle Ineffabilis Deus de Pie IX sont des exemples de définitions dogmatiques solennellement formulées par le pape.
Au XXe siècle, l'infaillibilité pontificale n'a été formellement et sans équivoque mise en pratique qu'une seule fois, par Pie XII dans la constitution apostolique Munificentissimus Deus (1950), pour la proclamation du dogme de l'Assomption de Marie ; la nécessité d'y recourir a probablement été amoindrie par la multiplication des interventions magistérielles au travers des encycliques depuis le pontificat de Léon XIII (1878-1903),.

## Justifications théologiques

### Fondements scripturaires
Le dogme catholique fonde la légitimité de l'autorité apostolique de l'évêque de Rome sur l'interprétation théologique d'un certain nombre de passages des Évangiles : différents versets affirmeraient la primauté pétrinienne, c'est-à-dire la primauté de Pierre sur les autres apôtres.
Jésus a délégué son autorité à ses disciples pour qu'ils annoncent la parole et enseignent avec autorité. « Qui vous écoute, m'écoute » (Lc 10,16). Une transmission plus solennelle a lieu en Mt 28,19. En outre, deux paroles sont spécialement adressées à Pierre : Mt 16,18-19 et Lc 22,32. Ces versets ont fait l'objet d'interprétations diverses, mais la primauté de Pierre est admise par Luc comme par Matthieu. Pierre est le garant de la stabilité de la foi de l’Église.

### Explication théologique
L’Église estime qu'elle bénéficie, par l'assistance de l'Esprit saint, du charisme d'infaillibilité, en raison de la promesse du Christ, et de sa mission de garder et de transmettre fidèlement le dépôt révélé.
Les dogmes engagent l'infaillibilité de l’Église (sans que l'infaillibilité s'y restreigne). Or l'infaillibilité, en tant que dogme, appartient au dépôt de la Révélation : sa définition est celle d'une vérité révélée. Autrement dit, l'infaillibilité est un dogme infaillible, est définie infailliblement. Cela découle de la croyance en l'indéfectibilité de l’Église, c'est-à-dire le fait que l’Église ne peut errer dans la foi, ne peut compromettre le salut de ses fidèles (ce qui est garanti par la permanence des institutions des origines).
L’Église a toujours été convaincue de sa propre infaillibilité en matière de foi. Le passage de l'infaillibilité de l’Église dans la foi à l'infaillibilité de l’Église dans l'enseignement ne constitue pas une nouveauté, car l’Église ne produit pas de révélations nouvelles, mais des formulations nouvelles déterminantes dans la compréhension de la foi.

## Le pape et les évêques

### L'autre infaillibilité: les conciles œcuméniques
Dans l'histoire du christianisme, il est arrivé que l'Église déclare hérétiques des doctrines enseignées par des évêques ou des collèges épiscopaux. Un exemple en est fourni par les décisions du Deuxième concile d'Éphèse de 449 (le « Brigandage d'Éphèse »), qui ont été rejetées par le concile de Chalcédoine en 451..Pour cette raison, l'infaillibilité n'est pas accordée aux évêques à titre individuel ni aux synodes. Elle ne concerne que les évêques dans leur ensemble collégial, et cette infaillibilité est théoriquement distincte de celle du pape. Cela ne s'applique qu'au collège épiscopal proprement dit, qui inclut le pape en tant que chef. 
La constitution Lumen gentium du concile Vatican II précise l'infaillibilité du corps épiscopal uni au pape :

« Quoique les évêques, pris un à un, ne jouissent pas de la prérogative de l’infaillibilité, cependant, lorsque, même dispersés à travers le monde, mais gardant entre eux et avec le successeur de Pierre le lien de la communion, ils s’accordent pour enseigner authentiquement qu’une doctrine concernant la foi et les mœurs doit être tenue définitivement, alors, c’est la doctrine du Christ qu’infailliblement ils expriment. La chose est encore plus manifeste quand, dans le concile œcuménique qui les rassemble, ils font pour l’ensemble de l’Église, en matière de foi et de mœurs, acte de docteurs et de juges, aux définitions desquels il faut adhérer dans l’obéissance de la foi. »

### La personne du pape
Dans une retraite donnée en 1959, Maurice Zundel tenait à rappeler que l'infaillibilité pontificale ne se rattache pas à la personne du pape, mais tient au contraire au fait que le pape, dans ses arrêtés dogmatiques, laisse sa place au Christ :

« Il y a quelque chose d'extrêmement pathétique à relire l'histoire du concile de Vatican I. On voit certains courtisans de Pie IX qui applaudissent le pape infaillible comme si c'était une promotion, comme si c'était une manière de lui faire la cour ou de l'acclamer : “Vive le pape infaillible !”
L'infaillibilité, c'est la grande démission de l'homme en Jésus-Christ. Elle veut dire : nous n'avons pas affaire à vous, vous n'êtes rien, rien, ce n'est pas votre pensée, ce n'est pas votre sagesse, ce n'est pas votre vertu, vous êtes de purs sacrements tout effacés dans la Personne de Jésus. […] Et l'infaillibilité, c'est justement la garantie que nous n'avons pas affaire à vous mais à Lui, à travers vous et, s'il le faut, malgré vous. Car dans l'Église, la mission s'accomplit toujours dans la démission et c'est le contraire de ce qu'on s'imagine : plus on est appelé à assumer de charges dans la hiérarchie, plus on disparaît dans la personne de Jésus-Christ. »

## Contestation du dogme

### Schisme vieux-catholique
Un certain nombre de fidèles catholiques, notamment en Allemagne, Suisse ou Pays-Bas, ont refusé les conclusions du concile de Vatican I et notamment la proclamation du dogme de l'infaillibilité. L'archevêque « vieil-épiscopal » d'Utrecht, dont la position est issue d'un schisme antérieur, Loos, s'associe au mouvement et l'aide à se structurer. L'acte fondateur de la nouvelle église est la Déclaration d'Utrecht adoptée en 1889.

### Églises orthodoxes et protestantes
Pour l'Église orthodoxe, l'infaillibilité pontificale est irrecevable car elle ne croit pas qu’un évêque individuel puisse être infaillible ou que l'idée d’infaillibilité pontificale ait été enseignée dans le christianisme primitif. Par principe, l'Église orthodoxe ne prend que des décisions collégiales, sans l’autorité du pape et de ses légats, comme ce fut le cas pendant les sept premiers conciles œcuméniques, seuls conciles infaillibles en tant que témoins exacts de la vérité de l’Évangile, non pas tant en raison de leur structure institutionnelle qu’en raison de leur accueil par les fidèles. C'est pourquoi, elle ne peut admettre cette décision unilatérale.
En réponse à une encyclique de Pie IX destinée aux chrétiens orthodoxes, un concile panorthodoxe se réunit en 1848, pour mettre en garde l'Église catholique sur son choix d'établissement de l'infaillibilité pontificale dans une encyclique qui y répond.
L'Église orthodoxe note tout d'abord que les citations tirées des Écritures et qui prouveraient cette infaillibilité s'appliquent toutes à la primauté de Pierre et non à son infaillibilité. L'argument exprimé dans « Mais j'ai prié pour toi, afin que ta foi ne défaille point ; et toi, quand tu seras converti, affermis tes frères » ne fonctionne qu'en français et en latin, puisque le terme grec pour défaillir est « ἐκλείπω » signifiant quitter ou abandonner et non pas défaillir dans le sens entendu dans le latin deficio ou le français.
Les orthodoxes, tout comme les protestants, soulignent à titre de preuve que le pape Honorius Ier fut excommunié pour « doctrine impie » par le sixième concile œcuménique, celui de Constantinople III, anathème confirmé par le pape Léon II.
L'historiographie des conciles fut révolutionnée par les travaux du théologien catholique Karl Joseph von Hefele, qui a contredit l'interprétation datant du XVIe siècle, soutenue par Baronius, qui affirmait qu'Honorius Ier avait été victime d'un complot. Hefele a participé au concile Vatican I et a vivement contesté les fondements du dogme en développant des arguments historiques. De même, une controverse a opposé l'historien Ignaz von Döllinger (‘Papstfablen des Mittelalters’, 1863) et le jésuite Gerhard Schneemann, qui lui a répondu dans Stimmen aus Maria-Laach (‘Studien über die Honorius Frage’, 1864) quelques années avant l'ouverture du concile Vatican I. L'historien protestant Philip Schaff a avancé 13 arguments pour démontrer qu'Honorius avait bien été condamné.
En 1993, le patriarche Bartholomée Ier de Constantinople déclare à propos des liens entre orthodoxes et catholiques : « par-dessus tout, les principes de primauté et d’infaillibilité nous séparent ». En d'autres termes, le dogme de l'infaillibilité papale ajoute des difficultés dans le dialogue œcuménique.

### Critiques au sein de l'Église catholique
Avant le concile Vatican I de nombreux catholiques s'opposent au dogme de l'infaillibilité pontificale, par exemple, l'abbé François-Philippe Mésenguy (1677–1763) qui écrit un catéchisme contre l'idée que le pape serait infaillible et l'Allemand German Felix Blau (1754–1798), qui comme professeur à l'université de Mainz a critiqué l'infaillibilité comme n'ayant pas de source claire dans les Écritures.
En 1822, l'évêque Baine a déclaré : « Je ne pense pas qu'un seul catholique en Irlande ou en Angleterre croie à l'infaillibilité pontificale ». Cette assertion est renforcée par le Catéchisme de Keenan (1860) utilisé dans toute l'Église catholique d'Irlande et approuvé par les évêques d'Irlande :

« (Question) Les catholiques ne doivent-ils pas croire que le pape est infaillible ?
(Réponse) C'est une invention protestante, ce n'est pas un article de la foi catholique, aucune décision du pape ne peut passer outre l'hérésie à moins qu'elle soit reçue par le corps enseignant, c'est-à-dire les évêques de l'Église. »

En France, la position est la même jusqu'à la proclamation du dogme, L'Encyclopédie théologique de l'Abbé Migne reprend durement l'idée d'infaillibilité papale :

« Le clergé de France et toutes les universités du royaume reconnaissent la même vérité, sans cependant croire que le pape soit infaillible ou qu'il ait aucun pouvoir sur le temporel des rois. La primauté du pape dans l'Église est une primauté d'honneur et de juridiction […] Quoique les décisions du pape ne soient pas infaillibles, elles doivent cependant être d'un grand poids. »

Hubert Wolf adopte une perspective historique en citant la question posée par le dogmaticien Johannes von Kuhn : « Est-il possible de considérer quelque chose comme faux jusqu'au 18 juillet 1870 puis de le juger vrai à partir de cette date ? ». À titre d'exemple, il mentionne le cas du pape Honorius Ier, qui a été condamné comme hérétique par le troisième concile de Constantinople (680-681).
En 1971, Hans Küng publie Infaillible ? Une interpellation, à la suite de la parution de l'encyclique Humanae Vitae du pape Paul VI (1968), qui condamnait les méthodes contraceptives utilisant des dispositifs mécaniques ou des médicaments et qui, selon lui, tournait le dos à la collégialité épiscopale définie par Vatican II. Cette critique déclenche une longue controverse avec Rome et spécialement la Congrégation pour la doctrine de la foi qui ouvre une enquête. Le 18 décembre 1979, il se voit ainsi retirer sa missio canonica par le pape Jean-Paul II. Le 9 mars 2016, Küng écrit une tribune demandant au pape François l'abolition du dogme de l'infaillibilité pontificale. En avril 2016, il affirme avoir reçu une réponse, dont le contenu exact n'a pas été dévoilé, mais dans laquelle le pape se serait montré ouvert aux discussions doctrinales, dont l'infaillibilité pontificale fait partie.

### Ouvrages
- Sylvio De Franceschi (dir.), Le pontife et l’erreur : Anti-infaillibilisme catholique et romanité ecclésiale aux temps posttridentins (XVIIIe – XXe siècles), LARHRA, coll. « Chrétiens et Sociétés. Documents et Mémoires. » (no 11), 2020 (ISBN 9782953792850).
- (de) Hans Küng, Unfehlbar? Eine unerledigte Anfrage. Erweiterte Neuausgabe, München u. a., Piper, 1989 (ISBN 3-492-11016-9)
- (de) Georgios Metallinos, Über die „Unfehlbarkeit“ des Papstes. Geschichte eines Dogmas, Wachtendonk, Hagia Sophia, 2011 (ISBN 978-3-937129-72-3).
- Klaus Schatz (trad. de l'allemand par Joseph Hoffmann), La primauté du pape : Son histoire des origines à nos jours, Paris, Cerf, 1992 (ISBN 978-2-204-04461-5)
- Bernard Sesboüé, Histoire et théologie de l'infaillibilité de l'Église, Lessius/Cerf, coll. « La part-Dieu », 2013 (ISBN 978-2-87299-240-9).
- Gustave Thils, Primauté et infaillibilité du pontife romain à Vatican I et autres études d'ecclésiologie, Leuven, Leuven University Press, 1989 (ISBN 978-90-6186-328-1).
- (en) Brian Tierney, Origins of papal infallibility, 1150-1350. A study on the concepts of infallibility, sovereignty and tradition in the middle ages, Leiden, E. J. Brill, 1972 (lire en ligne).
- Grégory Woimbée, Quelle infaillibilité pour l'Église ? : De iure veritatis, Paris, Pierre Téqui, coll. « Questions disputées », 2009 (ISBN 978-2-7403-1443-2)
- (de) Hubert Wolf, Der Unfehlbare. Pius IX. und die Erfindung des Katholizismus im 19. Jahrhundert, München, C.H. Beck, 2020 (ISBN 978-3-406-75575-0).

### Chapitres d'ouvrages et articles
- Jean-François Chiron, « « Une barrière éternelle » : L'autorité de l'Église dans la définition du dogme au XIXe siècle », Recherches de science religieuse, vol. 94, no 1,‎ 2006, p. 29-52 (ISSN 0034-1258).
- Yves Congar, « Infaillibilité et Indéfectibilité », Revue des sciences philosophiques et théologiques, vol. 54, no 4,‎ 1970, p. 601-618 (ISSN 0035-2209).
- Victor Conzemius, « Pourquoi l'autorité pontificale a-t-elle été définie précisément en 1870 ? », Concilium, no 64,‎ 1971, p. 69-78.
- Philippe Levillain, « Vérité et Histoire : Remarques sur l’erreur et la faute dans l’Église catholique », dans L'Erreur, Odile Jacob, coll. « Le Temps des savoirs », 2000 (ISBN 978-2-7381-0906-4), p. 159-176.
- Jean-Pierre Torrell, « L'infaillibilité pontificale est-elle un privilège "personnel” ? : Une controverse au Premier concile du Vatican », Revue des sciences philosophiques et théologiques, vol. 45, no 2,‎ 1961, p. 229-245 (ISSN 0035-2209).